# اوتیاگانوو (شهرستان کارماسکالینسکی، باشقیرستان)
اوتیاگانوو (انگلیسی: Utyaganovo, Karmaskalinsky District, Republic of Bashkortostan) یک شهرک در شهرستان کارماسکالینسکی استان باشقیرستان کشور روسیه است.